# Josef Szombathy
Josef Szombathy, nascido Szombathy József (Viena, 11 de junho de 1853 - Viena, 9 de novembro de 1943), foi um arqueólogo austro-húngaro; ele estava presente quando a Vênus de Willendorf foi descoberta em 1908.
A Vênus de Willendorf é uma estatueta de 11,1 cm de uma figura feminina, descoberta em um sítio paleolítico próximo a Willendorf, uma vila na Baixa Áustria perto da cidade de Krems. É esculpido em um calcário oolítico que não é local para a área e tingido com ocre vermelho. Estima-se que tenha sido esculpido entre 24.000 e 22.000 aC.
Como resultado dessa e de outras descobertas, ele fundou o Departamento de Pré-história no Museu Naturhistorisches de Viena em 1882. Szombathy coletou achados de todo o império austro-húngaro, incluindo Galícia, Bucovina, Boêmia, Morávia, Carniola e Vojvodina.
Josef Szombathy morreu de causas naturais em 1943.